# Mediální skupina A 11
A 11 s.r.o. je česká mediální skupina, kterou založil podnikatel Aleš Zavoral. Vydává desítky lokálních mutací bezplatného týdeníku Náš Region a další odborné, prémiové a lifestylové tituly. Od roku 2022 ovládá majoritní podíl ve firmě Regionální televize CZ, kterou v říjnu 2022 přejmenovala na Náš Region TV a v dubnu 2023 na A11 TV. Televize provozuje celoplošný program zaměřený na regionální zpravodajství, zábavu, dokumenty, talkshow, rozhovory a filmy.

## Historie
Historie vydavatelství A11 sahá do roku 2012, kdy její zakladatel Aleš Zavoral začal vydávat první tištěný lokální titul – měsíčník Vaše 6. V tom samém roce přidal první odborný magazín Profi Poradenství & Finance a založil tak vedle lokálního tisku druhou důležitou oblast, ve které se vydavatelství dále profilovalo. 
V následujících letech začal A 11 vydávat další časopisy pro jednotlivé pražské městské části, do B2B segmentu přidal tituly Profi HR pro profesionály z oblasti lidských zdrojů, manažerský Digest Innovation, koupil humoristický časopis Sorry a vydává pacientské noviny Ze Zdravotnictví a odborný magazín Profi Medicína.
V portfoliu mediální skupiny A 11 se v roce 2023 nacházely i tituly Estate & Business, Lawyers & Business, CEO a Premium Guide a Harmonie, lifestylové magazíny Mladý svět, Innspirace, Matka a dítě, Kutilství, Náš Region Pro ženy, Mladý svět křížovky, Sorry Křížovky, Náš Region křížovky.
V dubnu 2023 vznikl celoplošný televizní kanál A11 TV, který je šířený pomocí satelitu, IPTV, u operátorů, ale i teresticky pomocí Českých radiokomunikací. V květnu 2023 oznámila mediální skupina A 11 ve spojitosti s chystaným kanálem A 11 Sport zájem o fotbalovou Fortuna ligu. Držitelem licence tohoto chystaného kanálu je společnost Perinvest podnikatele Tomáše Petery. Mediální skupina A 11 poskytne kanálu technické zázemí a marketingovou a obchodní podporu. Kanál byl před spuštěním přejmenován na Sporty TV.
Mediální skupina A 11 se věnuje produkci eventů a oborových žebříčků, jako například Advokátní kanceláře roku, TOP Estate & Business, Profi HR Awards, TOP CEO Muži, TOP CEO Ženy, EB Koktej, Profi Brunch aj.
V roce 2020 se odehrával spor mezi vydavatelstvím a tehdejší hejtmankou Středočeského kraje Jaroslavou Jermanovou.
Od roku 2022 je vydavatelství součástí společnosti A11 Group, a. s., která sdružuje podnikatelské aktivity Aleše Zavorala a Daniela Šopova a zaměřuje se mimo vydavatelskou činnost na developement, zdravotnictví a dodávky energií.

## Výkonnostní ukazatele
Tržby za rok 2021 se pohybovaly okolo 330 mil. Kč a provozní zisk činil okolo 10 mil. Kč.
Nové televizní aktivity by podle slov Aleše Zavorala měly posunout mediální skupinu A 11 k obratu nad miliardu korun.

## Portfolio

### Televize
- A11 TV[20]

### Lokální tituly
- Náš Region (26 regionálních mutací)
- Vaše  (10 mutací dle městských částí)

### Odborné tituly
- Ze Zdravotnictví
- Profi Medicína
- Profi Poradenství & Finance
- Profi HR
- EKO Česko
- Transport Journal
- Retail Magazín

### Prémiové tituly
- Lawyers & Business
- Premium Guide
- Innovation
- Estate & Business
- CEO
- Harmonie

### Lifestylové tituly
- Sorry
- INNspirace
- Matka a dítě
- Kutilství
- Špuntíci
- Mladý svět
- Mladý svět křížovky
- Náš REGION křížovky
- Náš REGION pro ženy
- SORRY křížovky
- eMag